# Saviour Kombe
Saviour Kombe (* 3. August 1991) ist ein sambischer Sprinter, der sich auf den 400-Meter-Lauf spezialisiert hat.
Bei den Commonwealth Games 2010 in Neu-Delhi erreichte er das Halbfinale.
2014 schied er bei den Commonwealth Games in Glasgow über 400 m erneut im Halbfinale aus und wurde mit dem sambischen Team im Finale der 4-mal-400-Meter-Staffel disqualifiziert. Bei den Leichtathletik-Afrikameisterschaften in Marrakesch wurde er mit seiner persönlichen Bestzeit von  45,27 s Vierter, und beim Leichtathletik-Continentalcup in Marrakesch siegte er mit der afrikanischen 4-mal-400-Meter-Stafette.
Bei den Afrikaspielen 2015 wurde er Achter.